# 博利绍伊农村居民点
博利绍伊农村居民点（俄语：Большовское сельское поселение）是俄罗斯联邦伏尔加格勒州绥拉菲摩维奇区所属的一个农村居民点。其下辖有3个居民点，行政中心为博利绍伊。据2016年统计，该农村居民点的人口为1489人。